# Catocala conspicua
Catocala conspicua là một loài bướm đêm trong họ Erebidae.